# The War Graves Photographic Project
The War Graves Photographic Project ist ein Projekt, das es sich zum Ziel gesetzt hat, ein Foto von jedem Kriegsgrab, jedem Kriegerdenkmal, jeder offiziellen Gedenkstätte und jedem 'Ministry of Defence grave' zu machen und es in einer Datenbank zu speichern, die per Internet zugänglich ist.
Das Projekt begann für Soldaten, die in der britischen Armee bzw. im Commonwealth dienten; es dokumentierte Soldatenfriedhöfe weltweit. Zunächst wurden Gräber und Denkmäler ab 1914 bis heute fotografiert.
Das Projekt arbeitet als Joint Venture mit der Commonwealth War Graves Commission und assistiert auch dem Office of Australian War Graves, den 'Canadian Veterans Affairs' und dem 'New Zealand Ministry of Heritage and Culture'.
Familien, Forscher und Studenten können Fotoabzüge bestellen.
Dieser Service soll speziell älteren Menschen dienen, die nicht mehr reisen können oder wollen.
Am 11. Dezember 2011 sind 1.723.681 Millionen Bilder eingestellt. Dies war möglich durch die Mitarbeit von ehrenamtlichen Freiwilligen.